# Appie Drielsma

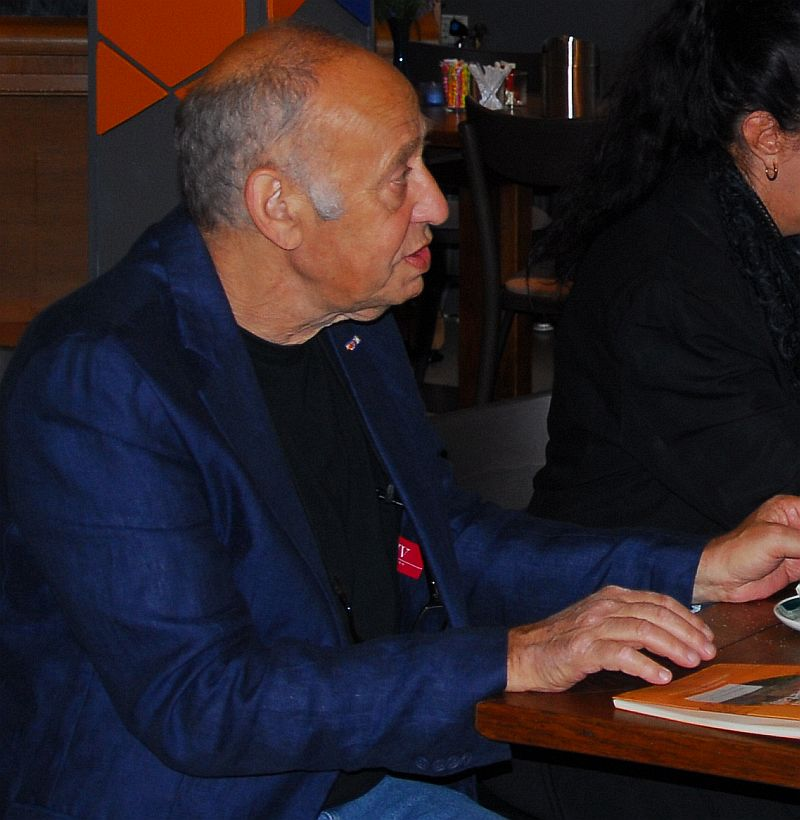
Appie Drielsma op bezoek in de Synagoge Enschede

Albert (Appie) Drielsma (Maastricht, 3 november 1937 – Maastricht, 6 juli 2014) was een Nederlandse beeldhouwer.

## Leven en werk
Appie Drielsma groeide op in een Joods gezin te Maastricht. Hij overleefde de Tweede Wereldoorlog door als jongetje onder te duiken. Die traumatische ervaring gebruikte hij later in zijn werk.
In Maastricht volgde hij een opleiding tot beeldend kunstenaar, eerst aan de Middelbare Kunstnijverheidsschool (1957-1959) bij Albert Meertens, daarna aan de Jan van Eyck Academie (1959-1963) bij Fred Carasso. Hij was docent in Tilburg en Maastricht.
Appie Drielsma was een veelzijdig kunstenaar. Naast een reeks van oorlogs- en holocaustmonumenten, was hij ook een uitstekend portrettist. Hij maakte onder anderen portretbusten van Albert Schweitzer en Miles Davis. Drielsma is ook de maker van de LVK-wisseltrofee. Hij werkte voornamelijk in brons, aluminium, steen, roestvrij staal, hout, beton en keramiek. Drielsma had exposities in onder meer Maastricht, Tilburg, Rotterdam, Bonn, Heidelberg en Parijs.
Op 5 april 1992 werden de door hem ontworpen Memorialdeuren van de synagoge van Meerssen, een initiatief van de stichting Joodse Synagoge Meerssen, ingewijd.
Ter gelegenheid van zijn 70e verjaardag en de opening van een overzichtstentoonstelling van zijn werk in Maastricht, werd hij in 2007 tot ridder in de Orde van Oranje-Nassau benoemd.
Vlak voor zijn overlijden werkte hij aan een beeld van koning Willem-Alexander der Nederlanden voor de Statenzaal van het gouvernementsgebouw in Maastricht. Appie Drielsma overleed in juli 2014 als gevolg van complicaties na een heupoperatie. Hij is begraven op het joodse deel van de Algemene Begraafplaats Tongerseweg in Maastricht.

## Werken (selectie)
Grotere werken van zijn hand zijn onder andere het Nationaal Monument in het concentratiekamp Mauthausen, (1986), het nationale herdenkingsmonument in Gulpen (1989), het Mauthausenmonument voor de Synagoge Enschede (1991), het Haags oorlogsmonument 1940-1945 (1992), de "Arc de triomphe" van Geleen (1994) en het monument voor de Joodse kinderen van Maastricht te Jeruzalem (2008?). Deze bestaan in veel gevallen uit grote blokken beton, die op een bepaalde manier zijn gerangschikt tot een monumentaal geheel.
Veel van Drielsma's kleinere werken bestaan uit bronzen reliëfs, die opgebouwd zijn op dicht op elkaar gepakte letters, symbolen en afbeeldingen.

## Fotogalerij

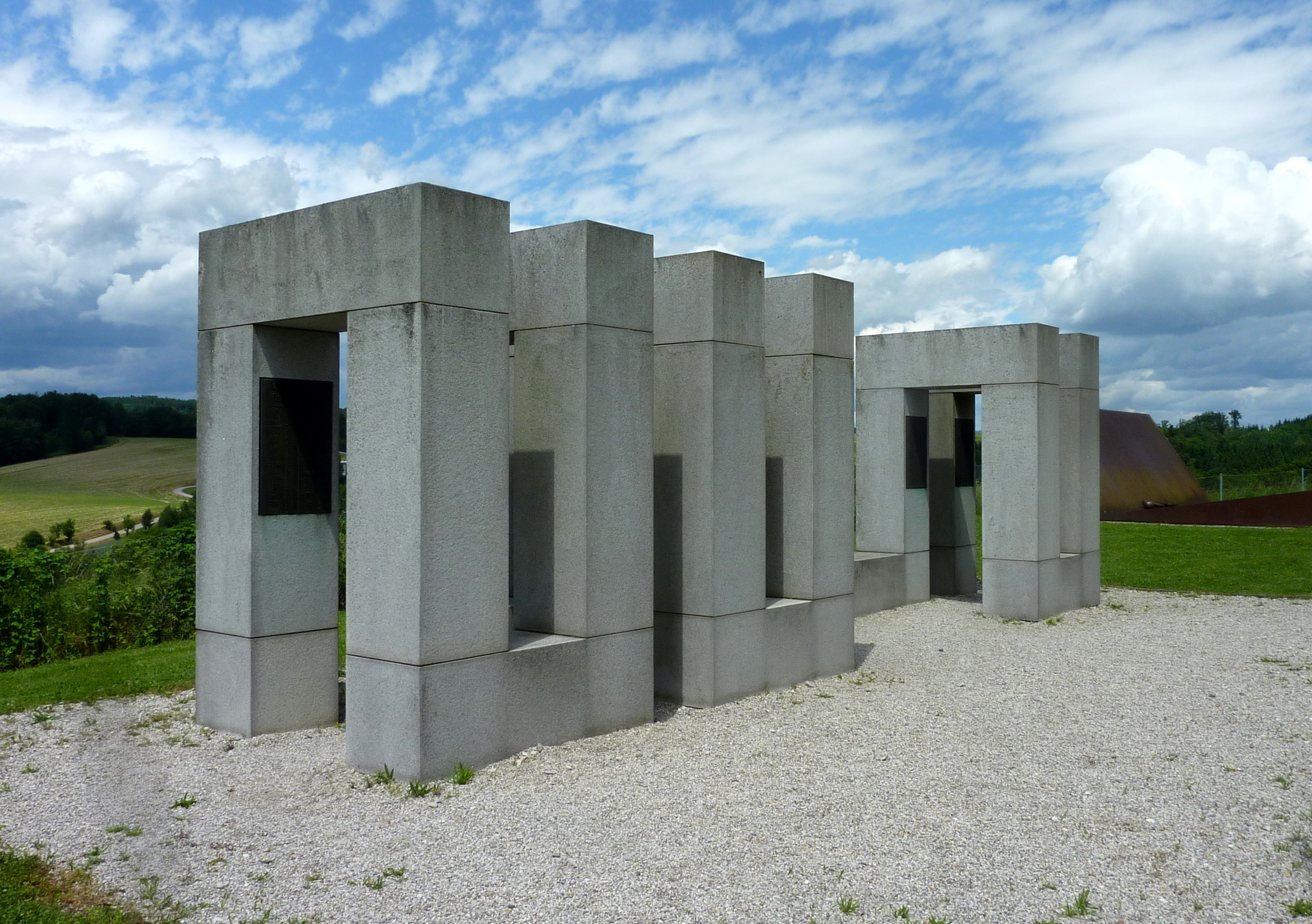
Nationaal Monument in het concentratiekamp Mauthausen (1986)
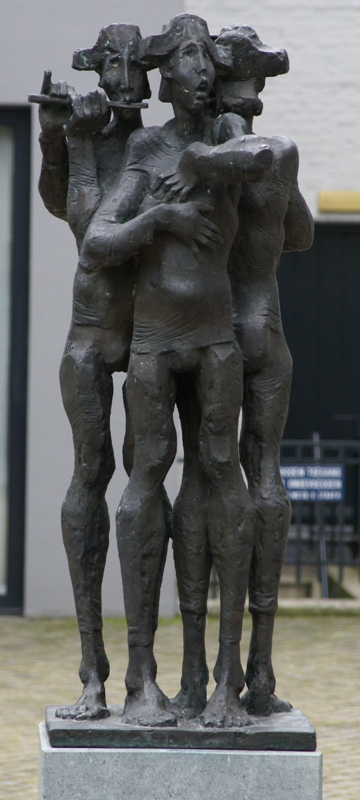
De komedianten, bij Bonbonnière, Maastricht (1991)
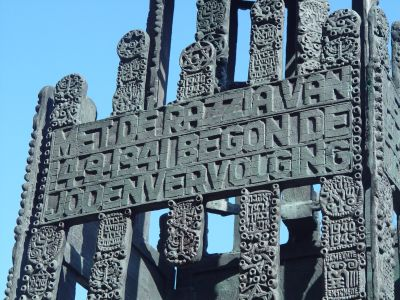
Mauthausenmonument voor de Synagoge van Enschede (1991)
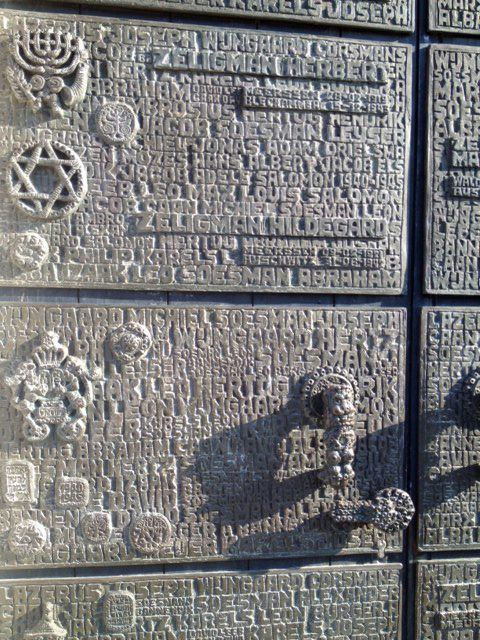
Detail bronzen deuren van de synagoge te Meerssen (1992)
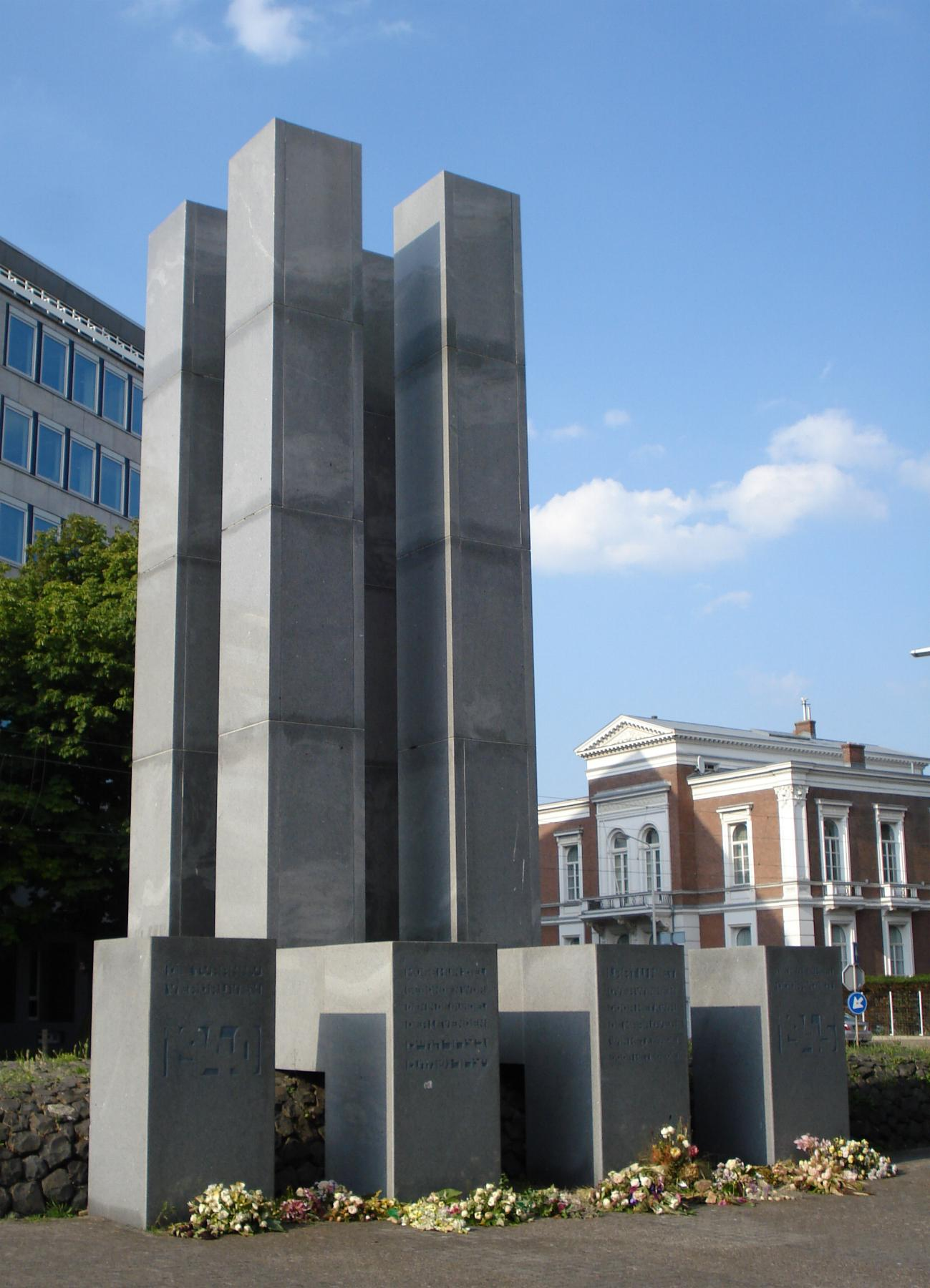
Haags oorlogsmonument 1940-45 (1992)
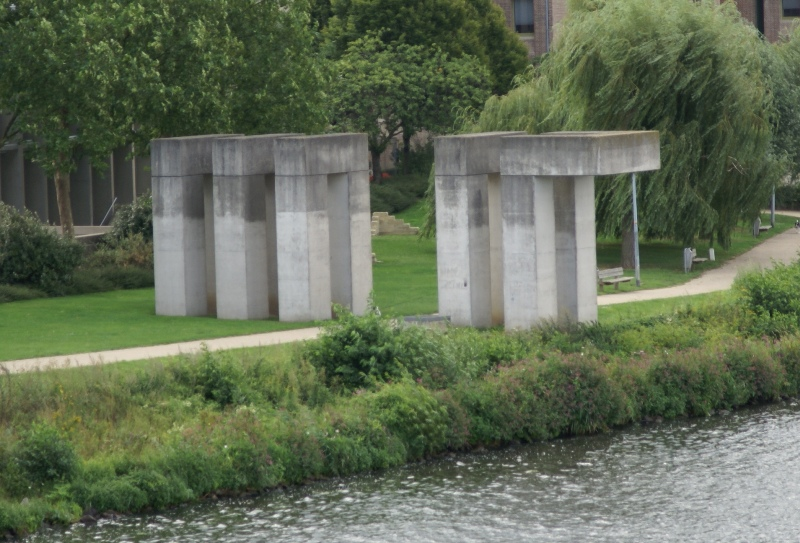
Old Hickorymonument, Maastricht (1994)
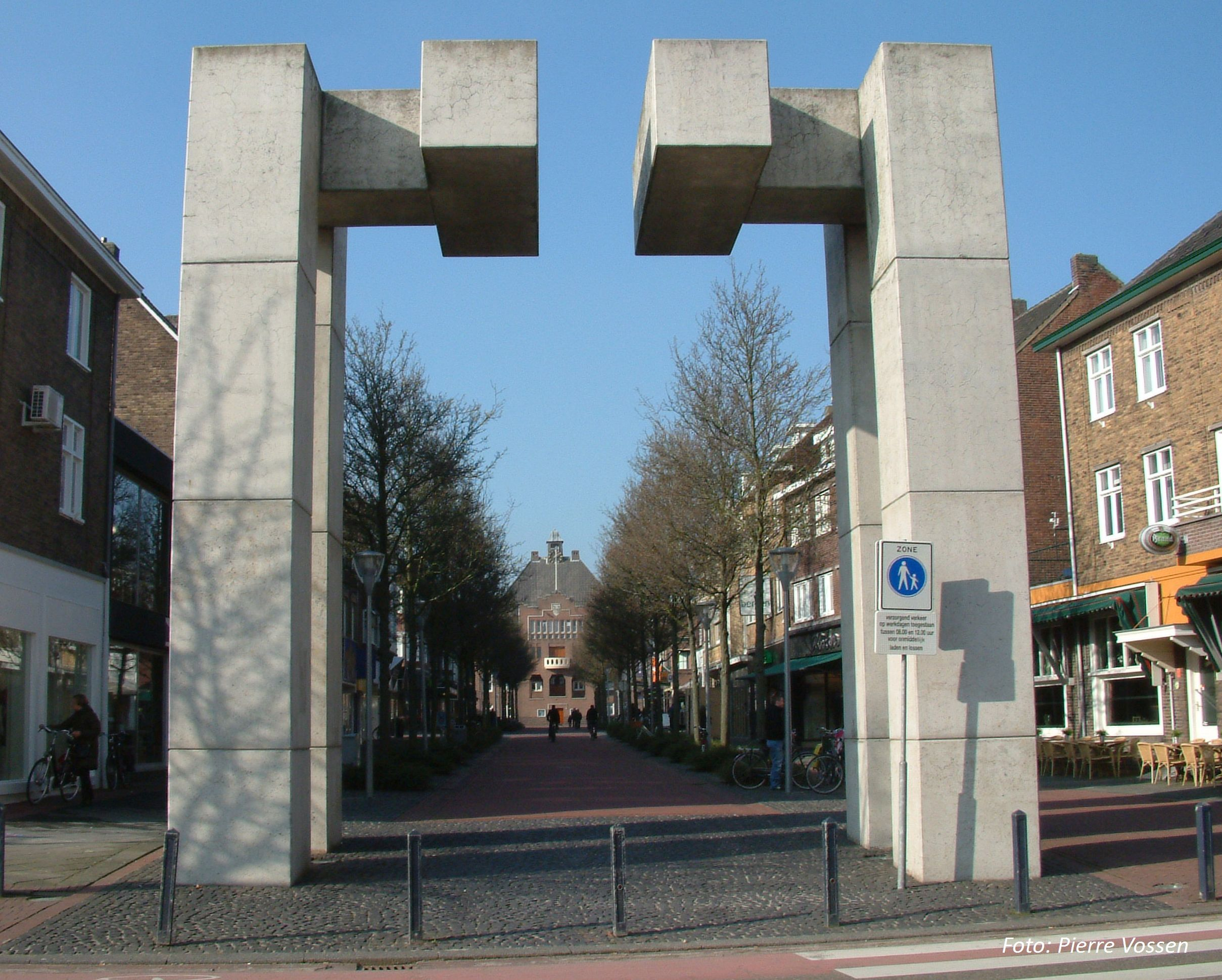
"Arc de Triomphe", Geleen (2004)
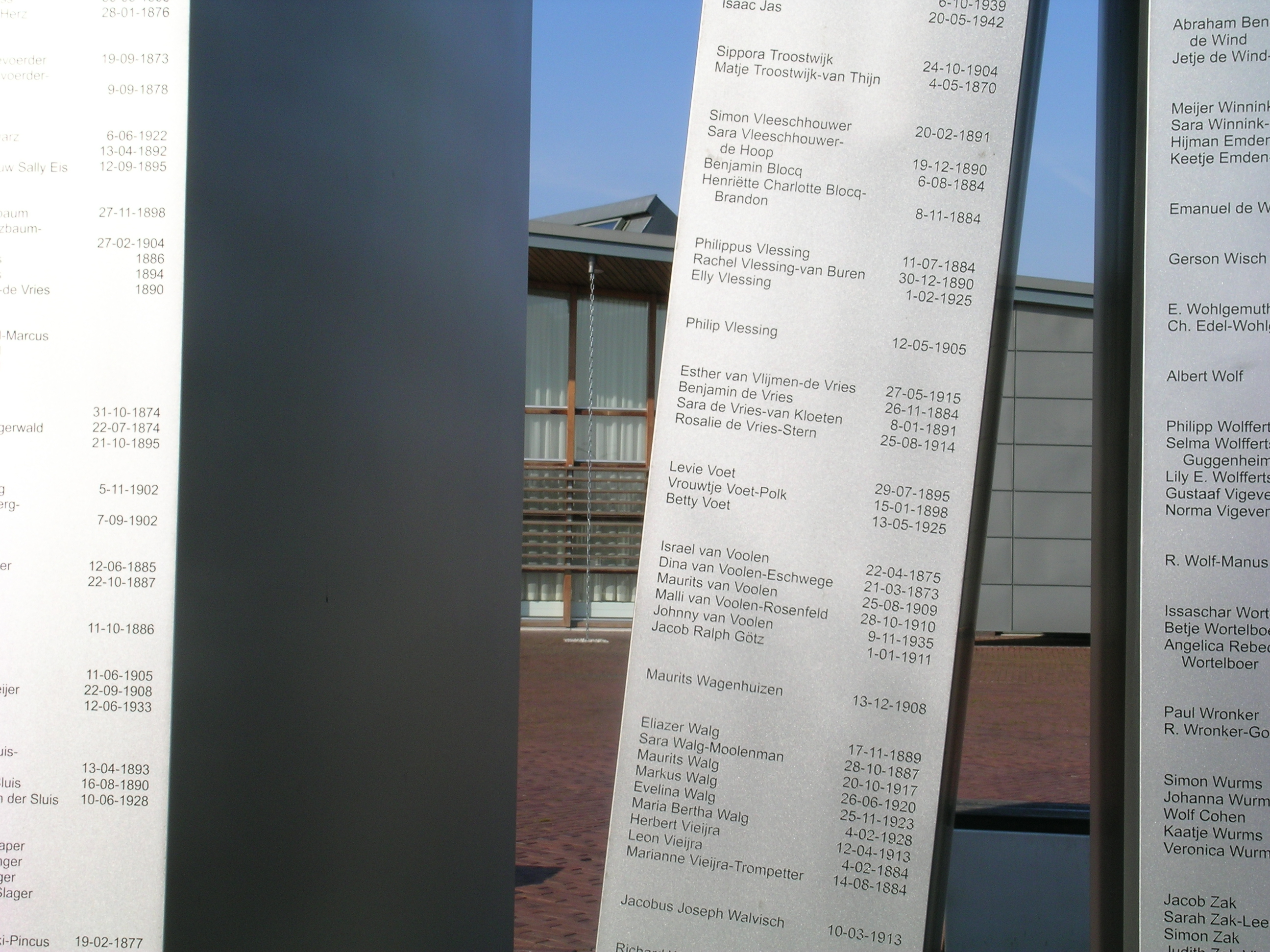
Gan Hasjalom monument, Amstelveen (2004)
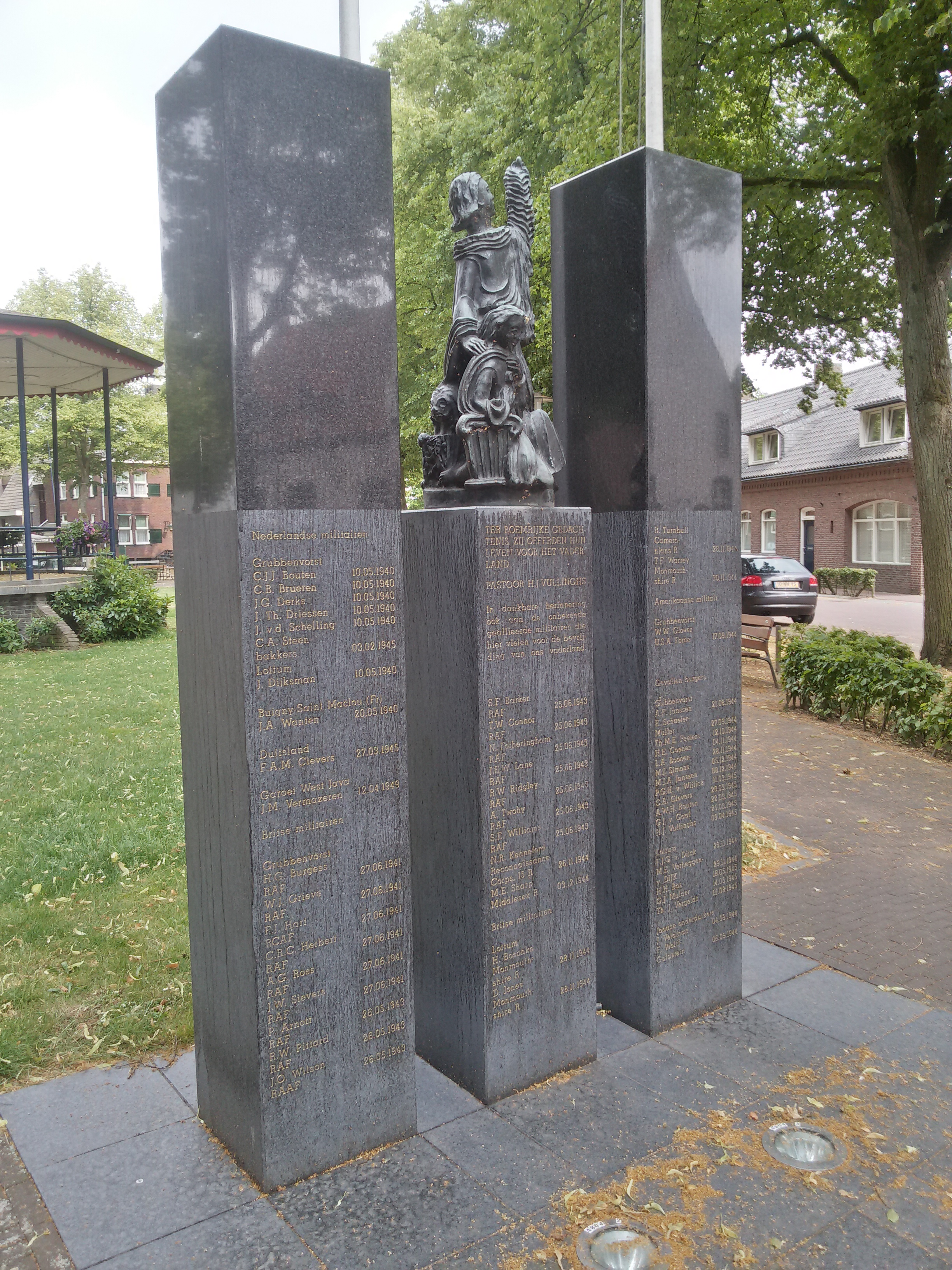
Herdenkingsmonument 40-45, Grubbenvorst, incl. beeld van zijn leermeester Renald Rats
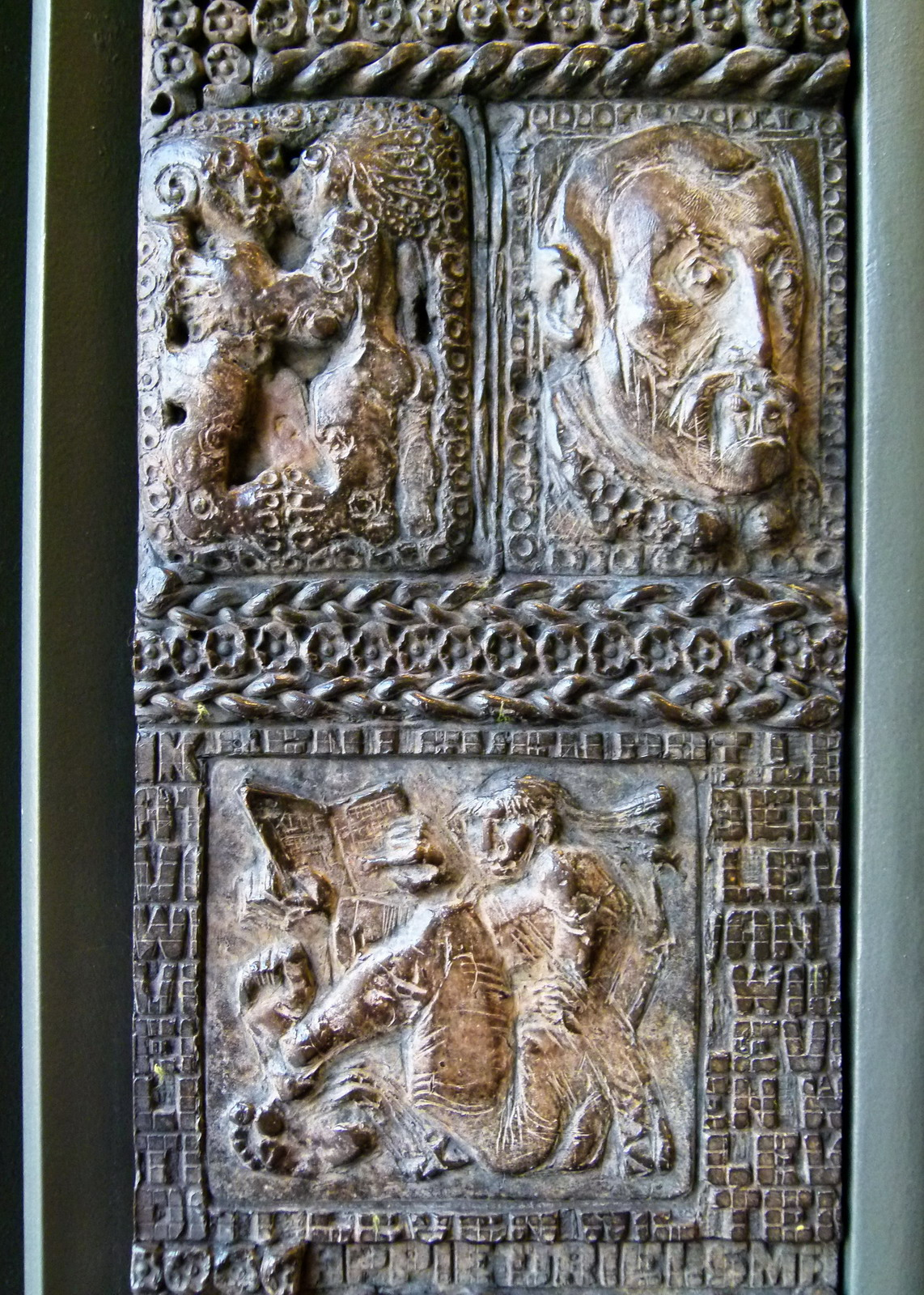
Detail entree Museum aan het Vrijthof, Maastricht (2012)